# Les Noces de Cana (Bosch)
Pour les articles homonymes, voir Les Noces de Cana.
Les Noces de Cana est un tableau traditionnellement attribué à Jérôme Bosch (v. 1453 – v. 1516). L’œuvre est exposée au musée Boijmans Van Beuningen de Rotterdam, aux Pays-Bas. Plusieurs copies de ce tableau sont connues. Jusqu'à récemment, l'exemplaire exposé au musée Boijmans était considéré comme étant l'original. Cependant, une analyse dendrochronologique a démontré qu'il n'avait pas pu être peint avant 1544, plus de trente ans après la mort de l'artiste. Frédéric Elsig propose de l'attribuer à un élève de Bosch, Gielis Panhedel.
Les petits chiens en bas à gauche ont été ajoutés à une date tardive.

## Provenance
Un repas de noces par ou d'après Bosch faisait partie de la collection Rubens à Anvers. Le tableau exposé au musée Boijmans est acquis à Anvers par un peintre anglais. Sa base a été sciée ainsi que les coins supérieurs de sorte à former des « marches ».

## Le thème: Les Noces de Cana
Seul parmi les évangélistes, Jean (2:1-11) parle du miracle accompli par Jésus au cours des Noces de Cana. La merveille s'accomplit devant la Vierge Marie et les disciples. « Or il n'y avait plus de vin », Marie en informa Jésus, « Il y avait là six jarres de pierre ». Jésus ordonna aux serviteurs : « Remplissez d'eau ces jarres (…) puisez maintenant et portez en au maître du repas ». Ce miracle de l'eau changée en vin a reçu plusieurs interprétations. On met souvent les Noces de Cana en relation avec la Dernière Cène et l'institution de l'Eucharistie. Suivant l'enseignement de saint Augustin, on y voyait aussi un symbole du mariage entre la Christ et l'Église.

## Composition
Les Noces de Cana du Musée Boijmans Van Beuningen ont longtemps été considérées comme un œuvre originale, mais cette attribution à Jérôme Bosch est aujourd'hui contestée. Comme éléments de comparaison on possède un dessin (Musée du Louvre, Paris) et l'une ou l'autre copie de moins bonne qualité. Le dessin pourrait provenir d'un atelier proche de l'original.
Comme dans la copie, on y voit treize convives — dont quatre femmes — assis autour d'une table en forme de « L ». Derrière la table se trouvent des serviteurs ; certains apportent des plats ou des entremets : une hure (tête) de sanglier et un cygne rôti revêtu de ses plumes, tous deux crachant du feu. Dans le fond, devant un haut buffet garni de vaisselle précieuse, se tient un personnage muni d'une baguette, le maître de cérémonie chargé de diriger le déroulement de la fête. Sur une estrade deux musiciens jouent de la cornemuse et d'un instrument à vent courbe. Cet instrument a disparu avec l'angle du tableau de Rotterdam mais devait s'y trouver, car on peut encore apercevoir le bout courbe de son pavillon (un cromorne ?). Un serviteur remplit une des six cruches d'eau.
Un petit personnage qui semble avoir la taille d'un enfant se tient debout devant la table en face de la nouvelle épouse couronnée de fleurs. Un petit siège doré à sa taille se trouve à sa droite. Ce personnage porte un long vêtement damassé, il lève une main et tient un calice dans l'autre. Il semble porter un toast à la mariée (?) Son rôle ne s'explique pas facilement. Mais il doit avoir un rapport avec l'Eucharistie.
À gauche de la mariée se tient Marie, et à sa droite se trouve le marié que l'on serait tenté d'identifier avec saint Jean. D'après certaines interprétations d'ailleurs, on aurait célébré à Cana les noces de saint Jean et de Marie-Madeleine. Jésus est assis à droite sous le baldaquin devant un drap d'honneur. Cet emplacement était en général réservé à la mariée. Jésus bénit discrètement l'eau pour la changer en vin.
À sa gauche et à sa droite se tiennent deux hommes : celui de droite a parfois été considéré comme un portrait de donateur. Il semblerait qu'il n'en soit rien, car, dans le dessin du Louvre, ce personnage est également présent alors qu'un donateur et son saint patron sont représentés en bas à gauche. Le saint habillé comme un évêque porte un modèle d'église dans les mains et une colombe sur l'épaule. Saint Grégoire et saint Rémi sont souvent représentés avec une colombe. Le premier est généralement coiffé d'une tiare puisqu'il fut pape, ce qui n'est pas le cas ici.
Un miracle attribué à saint Rémi pourrait être mis en relation avec les Noces de Cana car, en visite chez une de ses parentes, le vin manqua au cours du repas. Rémi bénit le tonneau vide qui se remplit miraculeusement.
Dans le tableau, les donateurs n'existent pas (ils sont absents à la radiographie et dans l'étude à l'infrarouge). On pourrait en conclure que le dessin reproduit le tableau original avec les donateurs, tandis que le tableau de Rotterdam serait une copie proche de l'originale mais non destinée à un donateur en particulier. Pour animer l'espace normalement dévolu au donateur sur le dessin, un peintre aurait tardivement ajouté les deux chiens du premier plan.

## Analyse de l’œuvre

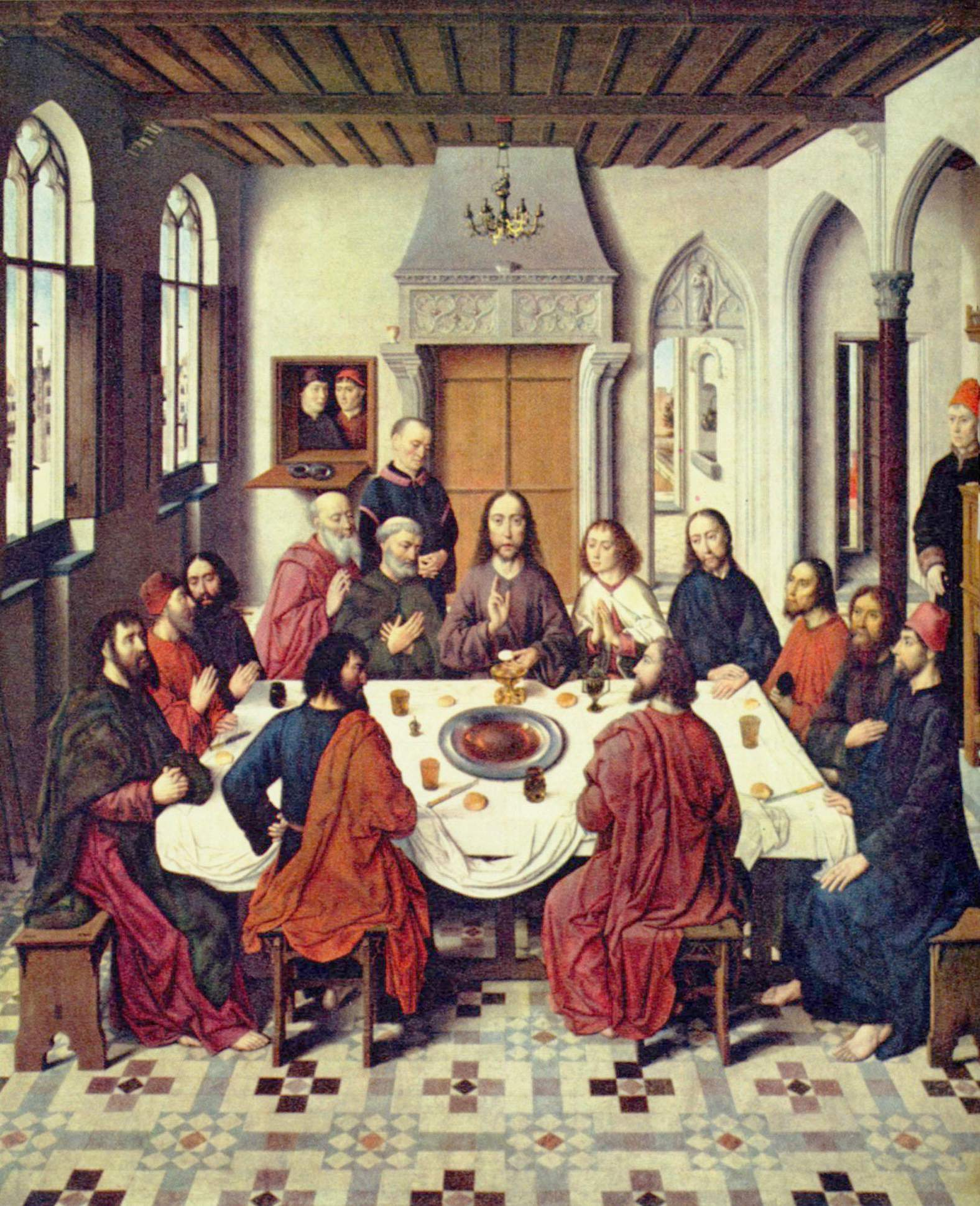
La Dernière Cène, de Dirk Bouts, panneau appartenant au retable du Saint Sacrement (1468).

Cette scène de repas a été diversement interprétée.
Ludwig von Baldass insiste sur une ressemblance avec La Dernière Cène de Dirk Bouts (à Louvain). Le point de vue du spectateur est, il est vrai, assez proche, cependant la symétrie de la table et des convives n'existe pas dans Les Noces de Cana de Rotterdam. Dans le tableau de Louvain, le centre est occupé par la main du Christ bénissant. Ici, c'est le calice tenu par le petit personnage qui occupe l'intersection des diagonales, ce qui pourrait établir un lien avec La Dernière Cène comme aussi le nombre de convives à table. Les deux personnages assis à gauche et tournant le dos au spectateur rappellent sur un mode plus familier la disposition des deux apôtres assis au même endroit dans La Dernière Cène de Bouts.
Des auteurs ont vu des éléments alchimiques et hérétiques dans certains détails. Le petit personnage avec sa baguette serait un magicien dont les pouvoirs seraient capables de corrompre les mets : une pince terminant le bec du cygne, le sanglier crachant du venin. D'ailleurs à part la Vierge et le « donateur » à l'extrême droite, Charles de Tolnay ne voit que des hérétiques ou… des Juifs — ce qui ne saurait étonner à l'époque de Jésus. D'autres encore voient des éléments empruntés à l'astrologie. Les auteurs ont multiplié à l'envi les éléments ambigus du tableau.
Pourtant, beaucoup de ces éléments apparaissent dans les scènes de banquets du XVe siècle. Le dressoir est presque toujours présent lorsqu'il s'agit d'un banquet royal, princier ou même bourgeois. De même, le défilé des serviteurs portant des plats traditionnels de l'époque n'est pas étrange, et le serviteur, bouche ouverte, qui tente assez trivialement de ne pas perdre le liquide qui s'écoule de la fiole renversée sur la tribune des musiciens pourrait n'être que l'observation amusée d'un comportement somme toute assez fréquent mais plus discret d'ordinaire. Le cygne présenté existe non seulement dans le contexte de Bois-le-Duc — ville natale de Bosch - mais aussi à la cour des ducs de Bourgogne comme plat de fête. Il est tout à fait normal donc, puisque la Confrérie Notre-Dame dont Bosch fut membre organisait des banquets du cygne, que de tels mets soient présentés. Le personnage avec sa baguette fait simplement office de maître d'hôtel chargé d'organiser le service et la distribution des plats : « Il (le grand maître d'hôtel) doit précéder les mets du prince, le bâton levé vers le haut… ». Les putti facétieux qui jouent au-dessus des colonnes rappellent les détails de la même nature dans les marges des manuscrits du XVe siècle et du XVIe siècle.

### Sources et bibliographie
Généralités sur l’œuvre
- Roger van Schoute, Monique Verboomen, Jérôme Bosch, Renaissance Du Livre, 2003, 234 pages, p. 197 Lire en ligne
- Virginia Pitts Rembert, Karin Py (trad.), Hieronymus Bosch, Parkstone International, p. 61-62  (ISBN 978-1-78042-755-3) Lire en ligne
- (en) J.R.J. van Asperen de Boer, et al., Van Eyck to Bruegel, Rotterdam, Museum Boymans Van Beuningen, 1994
- (en) Roger H. Marijnissen, Hieronymus Bosch, The Complete Works, Anvers, 1995, p. 420.

Sur la hure de sanglier et le cygne
- Danièle Alexandre-Bidon, « Pour un "art" culinaire au Moyen Âge : le témoignage des images », dans Fabienne Ravoire et Anne Dietrich, La cuisine et la table dans la France de la fin du Moyen Âge : contenus et contenants du XIVe au XVIe siècle, Turnhout, Brepols, coll. « Publications du CRAHM », 2009 (ISBN 978-2-902685-37-0), p. 11-23